# ستيفان جنكينز
ستيفان جنكينز (بالإنجليزية: Stefan Jenkins)‏ (17 أبريل 1974 في المملكة المتحدة - ) هو لاعب كريكت بريطاني.

## وصلات خارجية
- ستيفان جنكينز على موقع إي آس بي آن كريك إنفو (الإنجليزية)